# 팬텀 페인 (건담 시리즈)
팬텀 페인(영어: Phantom Pain, 일본어: ファントムペイン)은 《기동전사 건담 SEED DESTINY》 및 《기동전사 건담 SEED C.E.73 STARGAZER》에 등장하는 가공의 특수부대이다.

## 개요
지구연합군 소속 부대로 정식 명식은 제81독립기동군이다. 비밀 결사 단체인 "로고스"에 소속된 비정규 특수부대이다. 지구연합군 내에서 로고스가 직접 그 의사를 반영하기 위해 설립한 사병 집단이다.
부대를 창설한 시기는 명확하지 않다. 로고스는 지구연합군의 중추를 컨트롤하고 있었지만, 보다 더 조직의 뜻대로 임무를 수행할 수 있는 정예 부대가 필요했기 때문에 창설되었다. 겉으로는 블루 코스모스가 관리하는 지구연합군 제81독립기동군이라는 이름으로 되어 있지만, 지구연합이 비준한 조약을 이들은 무시했고 유니우스 조약에 의해 보유가 금지된 무기들도 자유롭게 장착한다. 로고스가 자금을 후원하고 있기 때문에 일반 부대보다 선진적인 무기들을 갖추게 되었으며, 다른 부대에서 자원 및 인원을 자유롭게 차출할 수 있는 권한 및 지휘권도 우선시되는 등의 특권을 가지고 있다. 또한 로고스가 독자적으로 출자해서 만든 무기와 인력을 투입하고 있다.
출신이 공개적이지 않기 때문에 팬텀 페인 자체의 제복은 없지만, 네오 로아노크는 검은색을 바탕으로 한 제복을 착용하고 있다. 스팅 오클레이, 아울 니더, 스텔라 루셰, 뮤디 홀크로프트는 지구연합군의 사관후보생의 파란색(남자용) 또는 분홍색(여자용) 제복을 바탕으로 개조한 것을 착용하고 있다.
또한 "팬텀 페인"은 영어로 의역하면 "보이지 않는 고통", 의학 용어로는 "헛통증"을 의미하는 단어이다. 《기동전사 건담 SEED C.E.73 Δ ASTRAY》에서는 지브릴을 비롯해 명령을 내리는 로고스 블루 코스모스파가 궤멸된 후에도 앞서 받은 명령을 그대로 지키는 병사들이 등장한다.

## 같이 보기
- 기동전사 건담 SEED

### 주해
1. ↑  《기동전사 건담 SEED C.E.73 STARGAZER》 공식 사이트의 설명에는 "비정규 특수 부대"라고 되어있다.
2. ↑  동시에 팬텀 페인은 비공개적 조직이기 때문에 여차하면 연합에서 버림받을 수도 있다.[1]